# Choctawski jezik
Choctaw jezik (ISO 639-3: cho), indijanski jezik iz američkog Jugoistoka, kojim danas govori oko 11 400 ljudi od ukupno 120 400 etničkih Choctawa na području jugoistočne Oklahome, okrug McCurtain, u istočnom centralnom Mississippiju i nešto u Louisiani i Tennesseeju. Govore ga uglavnom stariji, dok djeca preferiraju engleski [eng].
Zajedno s jezikom chickasaw [cic] čini zapadnu podskupinu muskhogeanskih jezika.

## Vanjske poveznice
- Ethnologue (14th)
- Ethnologue (15th)